# Jeremy Maartens
Jeremy Maartens (* 14. August 1979 in Kapstadt) ist ein ehemaliger südafrikanischer Radrennfahrer.
Jeremy Maartens begann seine Karriere 2001 beim Team HSBC. In seinem ersten Jahr dort gewann er eine Etappe beim FBD Insurance Rás und den Liberty Ride for Sight. 2003 gewann er eine Etappe bei der Tour de la Manche, er wurde südafrikanischer Meister in Einzelzeitfahren und gewann die Goldmedaille im Straßenrennen der Afrikaspiele. Im Jahr 2004 fuhr er ohne Profiteam, gewann jedoch die Gesamtwertung der Tour du Maroc, eine Etappe und die Gesamtwertung der Tunesien-Rundfahrt, eine Etappe der Tour of Qinghai Lake und die Knysna Tour. 2005 wechselte Maartens zu Barloworld, und ab 2008 fuhr er für das Team Neotel. 2011 beendete er seine Radsportlaufbahn.

## Erfolge
2001
- eine Etappe FBD Insurance Rás

2003
- eine Etappe Tour de la Manche
- Südafrikanischer Meister – Einzelzeitfahren
- – Straßenrennen

2004
- Gesamtwertung Tour du Maroc
- eine Etappe und Gesamtwertung Tunesien-Rundfahrt
- eine Etappe Tour of Qinghai Lake

## Teams
- 2001 Team HSBC
- 2002 Team HSBC
- 2003 Team HSBC
- 2005 Barloworld-Valsir
- 2006 Barloworld
- 2008 Team Neotel
- 2009 House of Paint
- 2010 DCM

| Personendaten    | Personendaten                  |
| ---------------- | ------------------------------ |
| NAME             | Maartens, Jeremy               |
| KURZBESCHREIBUNG | südafrikanischer Radrennfahrer |
| GEBURTSDATUM     | 14. August 1979                |
| GEBURTSORT       | Kapstadt                       |